# Justice Hill
Justice Hill (Tulsa, 14 novembre 1997) è un giocatore di football americano statunitense che milita nel ruolo di running back per i Baltimore Ravens della National Football League (NFL).

## Carriera

### Baltimore Ravens
Hill fu scelto nel corso del quarto giro (113º assoluto) del Draft NFL 2019 dai Baltimore Ravens. Debuttò subentrando nel primo turno contro i  Miami Dolphins correndo 7 volte per 27 yard. La sua stagione da rookie si concluse con 258 yard corse e 2 touchdown disputando tutte le 16 partite, nessuna delle quali come titolare.

## Vita privata
È il fratello di Daxton Hill dei Cincinnati Bengals.